# Медвянець новобританський
Медвя́нець новобританський (Vosea whitemanensis) — вид горобцеподібних птахів родини медолюбових (Meliphagidae). Ендемік Папуа Нової Гвінеї. Єдиний представнико монотипового роду Vosea.

## Опис
Довжина птаха становить 22,5 см. Дзьоб дуже великий, вигнутий, в 1,5 рази більший за голову. За очима вузька смуга голої шкіри, на крилах гірчично-оливкові плями.

## Таксономія
Довгий час вид відносили до роду Медвянець (Melidectes), однак за результатами молекулярно-генетичного дослідження, опублікованими в 2019 році, вид був переведений до вілновленого родуVosea.

## Поширення і екологія
Новобританські медвянці живуть у вологих гірських тропічних лісах на острові Нова Британія в архіпелазі Бісмарка. Зустрічаються на висоті від 1200 до 1800 м над рівнем моря.

## Збереження
МСОП класифікує стан збереження цього виду як близький до загрозливого. За оцінками дослідників, популяція новобританських медвянців становить від 3500 до 18000 птахів. Їм можу хагрожувати знищення природного середовища.